# Korenica

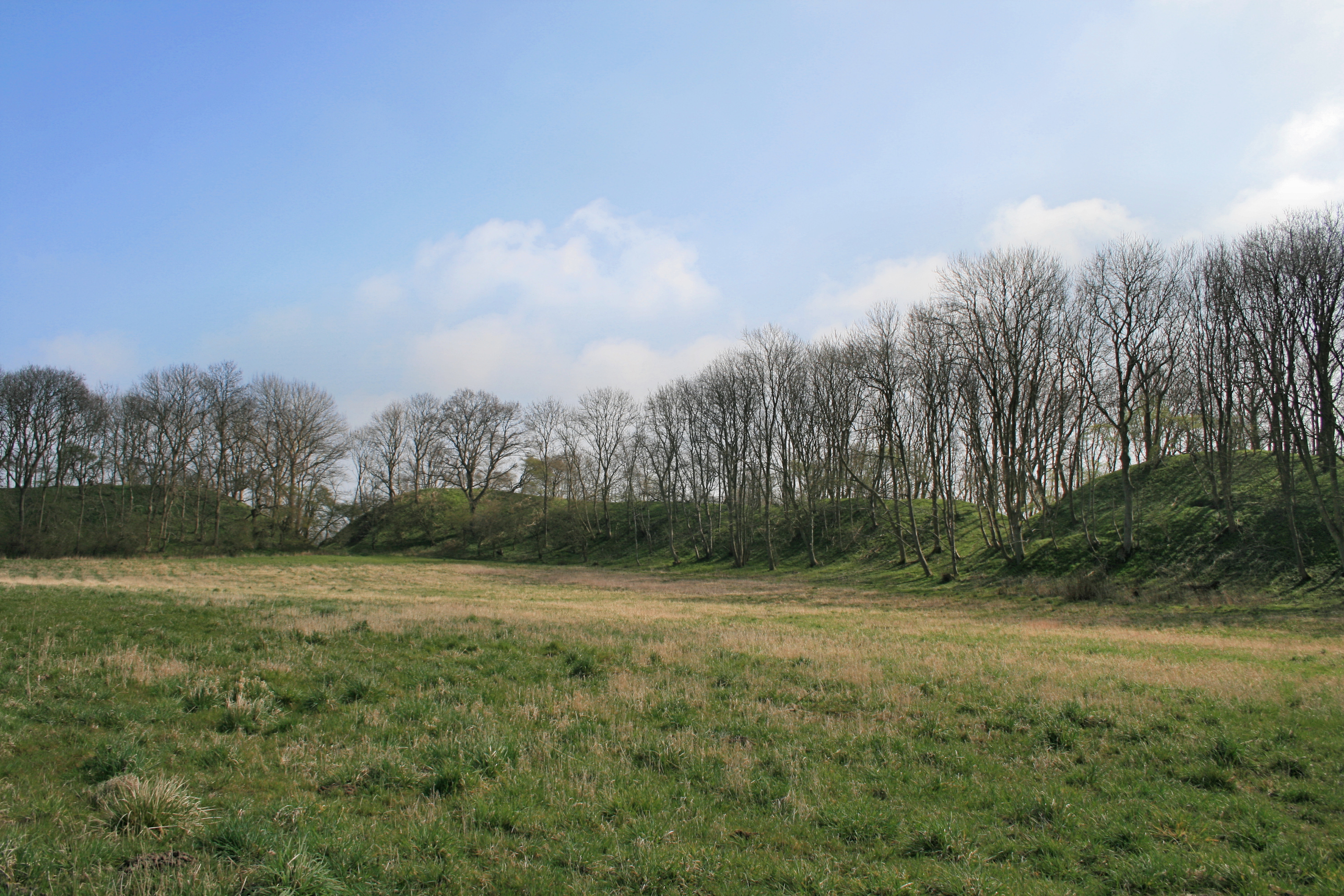
Pozůstatky Korenice nedaleko Venzu na Rujáně

Korenica, též Charenza, Karentia či Karenz, později také Gharense, bylo středověké sakrální hradiště západoslovanského kmene Ránů na ostrově Rujána v Baltském moři. Zároveň bylo administrativním centrem Knížectví Rujána a jedním ze sídel knížete. Bádání 19. stol. jej ztotožňovalo s lokalitou Garz; současné výzkumy ho umisťují do hradiska poblíž Venzu (Venzer Burgwall).

## Název
Jméno Charenza (Karentia, Karenz) je odvozeno od starého osobního jména Chareta, nebo od ránského výrazu pro „kořen“ Koreta. V původním tvaru se jmenovalo Korenica.

## Chrámy
Hradiště bylo obklopeno bažinou a vedla do něj jediná cesta. Po Arkoně na Wittově s chrámem Svantovíta bylo druhým nejvýznamnějším posvátným místem Ránů. Na místě směli být přítomni kněží tří svatyň, zasvěcených Rujevítovi, Porevítovi a Porenutovi. V každém z těchto chrámů se tyčila mohutná socha božstva zhotovená z dubového dřeva, barevně a zlatem ozdobená. Rujevít (Rugievít) měl jednu hlavu se sedmi tvářemi, sedm mečů po boku do jednoho pasu zavěšených a osmý tasený v pravici. Když ji chtěl dánský biskup Absalon z Roskilde zničit, nemohl sekerou dosáhnout ani její brady. Porevít měl pět hlav a byl bez zbroje. Porenut měl čtyři tváře a pátou na prsou, levicí se dotýkal jejího čela, pravicí brady. Srovnávacím rozborem se dá odvodit, že šlo patrně o tři božské bratry-bojovníky, syny boha hromu a blesku Peruna. Jelikož Arkona byla sídlem ránského velekněze, který požíval v zemi stejnou úctu jako kníže, hlavním městem byla Korenica. V době nebezpečí hradiště fungovalo také jako útočiště pro lid z okolí.

## Dánská invaze
V roce 1168 dánský král Valdemar I. spolu s arcibiskupem Absalonem z Roskilde podnikl křížovou výpravu proti svým slovanským sousedům a po dobytí Arkony přinutil obyvatelstvo přijmout křesťanství. Korenica se poddala o několik dní později po vyjednávání s ránskými knížaty Tetislavem a Jaromarem I. Chrámy byly zničeny a knížata přijala dánskou svrchovanost. V roce 1180 bylo administrativní centrum Knížectví Rujána přesunuto do Rugardu (dnes součást Bergenu auf Rügen, jen několik kilometrů na jihovýchod).

## Prameny

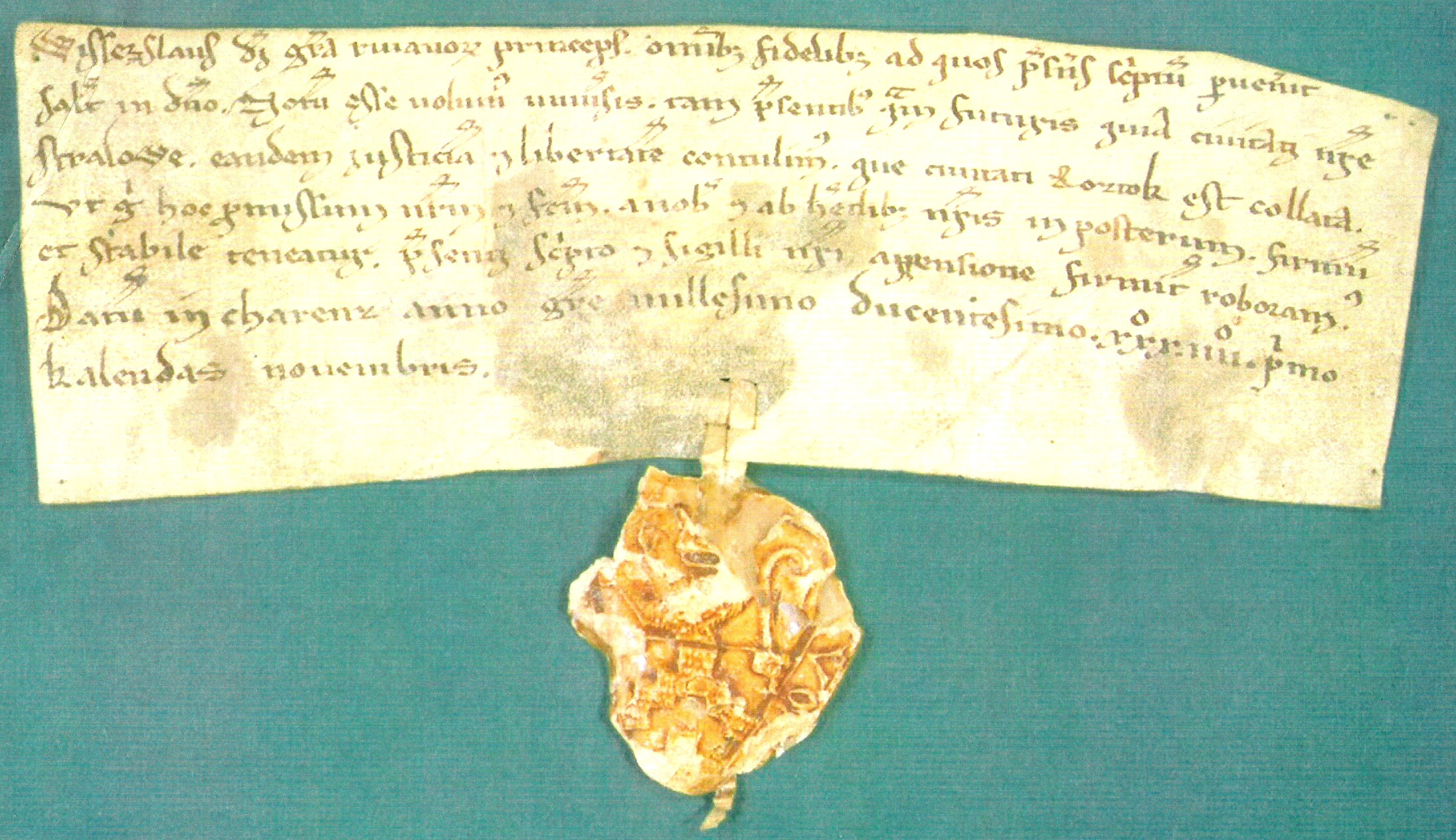
Listina z roku 1234, kterou rujánský kníže uděluje lübecké městské právo Stralsundu byla sepsána a zpečetěna v Korenici

Ve 12. stol. byla Korenica připomínána v kronikách Saxona Grammatika a Helmolda z Bosau.
Poslední záznamy jsou z počátku 13. stol. Když dánský král poskytl peníze na postavení 12 nových kostelů na Rujáně, jeden z nich byla capelle nostre in Charenz, ke které v roce 1232 patřila vesnice Gagern (obec Kluis) jako léno. V roce 1234, když rujánský kníže Vislav I. udělil Stralsundu lübecké městské právo, byla listina zpečetěna v Korenici. Poslední zpráva pochází z roku 1237. Ve 14. stol. je Gharense připomínáno jako součást farnosti Gingst.

## Umístění
Starší bádání v 19. stol. umístilo Korenici do lokality Garz (Burgwall Garz, 54°18′51″N 13°20′50″E). Zdejší hradiště s impozantními valy patří k nejlépe zachovaným v Německu. Jeho původní název byl Gardec (v pobaltské slovanštině totéž co „Hradec“) a po roce 1300 zde byla rezidence knížete Vislava III. Současný výzkum ztotožňuje Korenici s hradištěm Venz (Venzer Burgwall, obec Trent, 54°30′7″N 13°19′0″E) na místě zvaném Gharense, které také více odpovídá údajům uvedeným v Gesta Danorum nebo u Saxona Grammatika.